# Hana Ševčíková

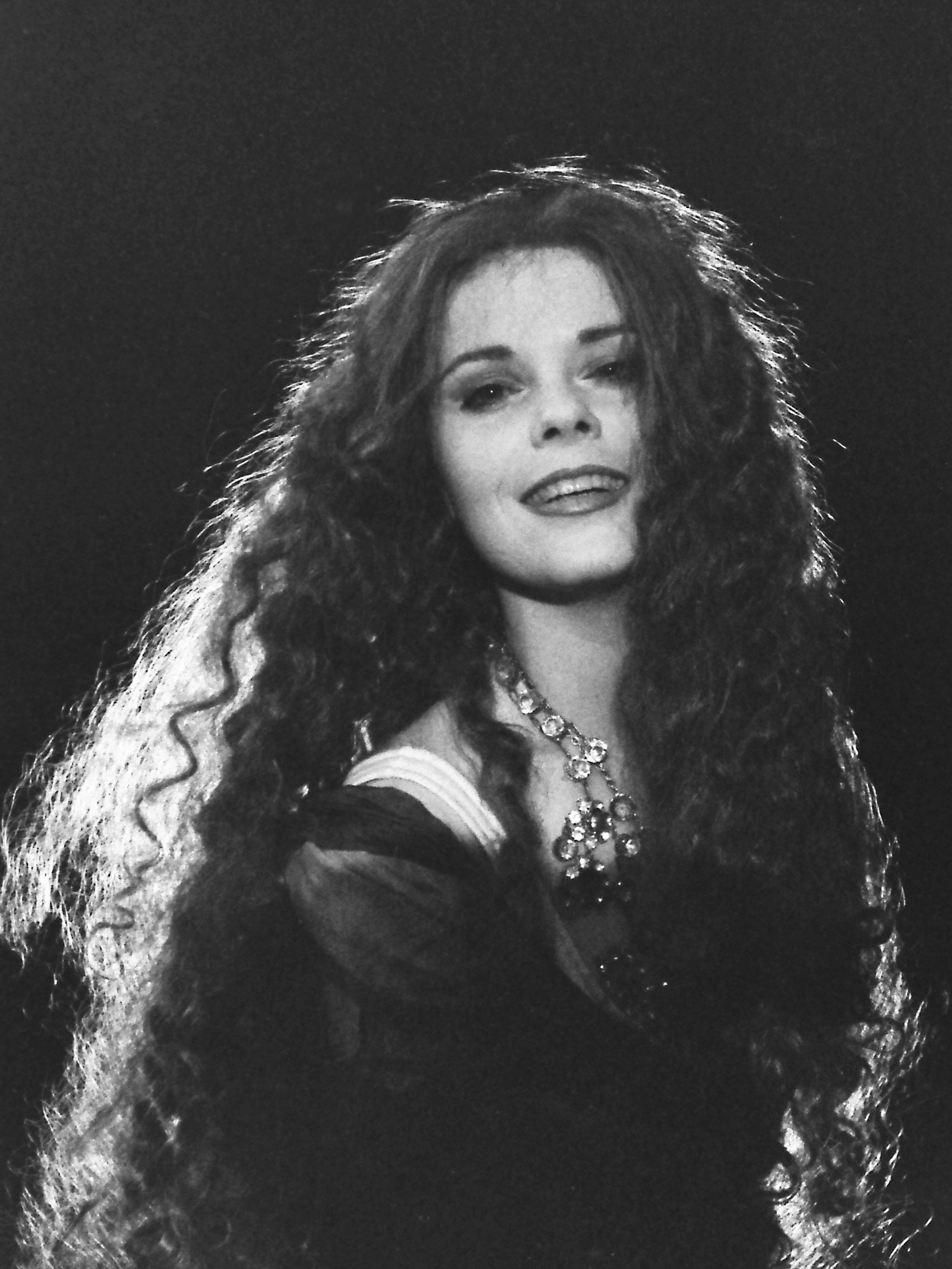
Hana Ševčíková als Maria Magdalena im Prager Nationaltheater im Jahr 1998

Hana Igonda Ševčíková (* 20. Februar 1970 in Prag, Tschechoslowakei) ist eine tschechische Filmschauspielerin und Schlagzeugerin.

## Filmografie (Auswahl)
- 1979: Die Märchenbraut (Arabela, Fernsehserie, 13 Folgen)
- 1989: Vlastně se nic nestalo
- 1989: Uf – oni jsou tady
- 1991: Tedaldo a Elisa
- 1991: Láska zlatnice Leonetty
- 1992: Růžový květ
- 1992: Pohádka o prolhaném království
- 1993: Das Ende der Dichter in Böhmen (Konec básníků v Čechách)
- 1993: Die Rückkehr der Märchenbraut (Arabela se vrací, Fernsehserie, 24 Folgen)
- 1993: Dick Whittington
- 1995: Vápenička
- 1995: Rabín a jeho Golem
- 1996: Ty, ty, ty, Moneti!
- 1998: Smůla
- 1999: Tom v kozí kůži
- 1999: Zimní vila
- 2000: Sluha dvou pánů
- 2002: Tatort (Fernsehserie, 1 Folge)
- 2005: Nadměrné maličkosti: Nehoda
- 2006: Nadměrné maličkosti: Jubileum
- 2007: Četnické humoresky (Fernsehserie, 1 Folge)
- 2007: Crash Road
- 2010: Kriminálka Anděl (Fernsehserie, 1 Folge)
- 2011: Cesty domů (Fernsehserie, 16 Folgen)
- 2012–2015: Die Gasse (Fernsehserie, 71 Folgen)
- 2016: Drazí sousedé (Fernsehserie, 1 Folge)
- 2018: Vzteklina (Fernsehserie, 5 Folgen)
- 2020: Místo zločinu Ostrava (Fernsehserie, 1 Folge)
- 2020: Poldové a nemluvně (Fernsehserie, 1 Folge)